# Joonas Kolkka
Joonas Kolkka (né le 28 septembre 1974 à Lahti) est un footballeur finlandais. 
Il joue comme ailier gauche mais il peut aussi jouer en ailier droit.

## Palmarès
MyPa 47
- Coupe de Finlande
  - Vainqueur (1) : 1995

 PSV Eindhoven
- Eredivisie
  - Champion (2) : 2000, 2001
- Trophée Johan Cruyff
  - Vainqueur (2) : 1998, 2000

## Buts en sélections
| Buts | Date             | Lieu                             | Adversaire           | Résultat | Compétition                                |
| ---- | ---------------- | -------------------------------- | -------------------- | -------- | ------------------------------------------ |
| 1.   | 26 octobre 1994  | Tallinn, Estonie                 | Estonie              | 7-0      | Match amical                               |
| 2.   | 16 février 1995  | Port of Spain, Trinité-et-Tobago | Trinité-et-Tobago    | 2-2      | Match amical                               |
| 3.   | 6 octobre 1996   | Helsinki, Finlande               | Suisse               | 2-3      | Qualifications pour la Coupe du monde 1998 |
| 4.   | 5 septembre 1998 | Helsinki, Finlande               | Moldavie             | 3-2      | Qualifications pour l'Euro 2000            |
| 5.   | 9 octobre 1999   | Helsinki, Finlande               | Irlande du Nord      | 4-1      | Qualifications pour l'Euro 2000            |
| 6.   | 9 octobre 1999   | Helsinki, Finlande               | Irlande du Nord      | 4-1      | Qualifications pour l'Euro 2000            |
| 7.   | 15 août 2001     | Helsinki, Finlande               | Belgique             | 4-1      | Match amical                               |
| 8.   | 5 septembre 2001 | Helsinki, Finlande               | Grèce                | 5-1      | Qualifications pour la Coupe du monde 2002 |
| 9.   | 27 mars 2002     | Porto, Portugal                  | Portugal             | 4-1      | Match amical                               |
| 10.  | 7 juin 2003      | Helsinki, Finlande               | Serbie-et-Monténégro | 3-0      | Qualifications pour l'Euro 2004            |
| 11.  | 11 octobre 2003  | Tampere, Finlande                | Canada               | 3-2      | Match amical                               |